# Công viên Lịch sử Phu Phra Bat
Phu Phra Bat (tiếng Thái: ภูพระบาท, phát âm tiếng Thái: [Phù-phrá-bạt]) là một công viên lịch sử nằm tại Ban Phue, Udon Thani, Thái Lan. Điểm đặc biệt của nó chính là bắt nguồn từ sự hình thành đá bất thường ở nơi đây để xây dựng những công trình Phật giáo. Ngoài ra, công viên cũng là nơi có những bức tranh đá thời tiền sử. Công viên được thành lập vào năm 1991 bởi Bộ Mỹ thuật Thái Lan.

## Vị trí
Phu Phra Bat nằm tại vùng phía tây của Dãy Phu Phan, giữa Udon Thani và Nong Khai. Công viên có diện tích 1.200 mẫu Anh (4,9 km2) và nằm hoàn toàn trong Công viên Rừng Phu Phra Bat Buabok.

## Mô tả
Sự hình thành đá bất thường trong công viên tạo thành những ngọn tháp, những tảng đá lớn và đá cân bằng tạo thành những điện thờ tôn giáo và các bức tranh nghệ thuật thời tiền sử. Nguyên nhân hình thành đá này bắt nguồn từ sự xói mòn bởi nước biển cách đây 15 triệu năm.